# Distrikt Tarucachi
Der Distrikt Tarucachi liegt in der Provinz Tarata in der Region Tacna in Südwest-Peru. Der Distrikt wurde am 12. November 1874 gegründet. Er besitzt eine Fläche von 107 km². Beim Zensus 2017 wurden 334 Einwohner gezählt. Im Jahr 1993 lag die Einwohnerzahl bei 455, im Jahr 2007 bei 434. Die Distriktverwaltung befindet sich in der 3050 m hoch gelegenen Ortschaft Tarucachi mit 314 Einwohnern (Stand 2017). Tarucachi befindet sich 5,5 km südlich der Provinzhauptstadt Tarata.

## Geographische Lage
Der Distrikt Tarucachi liegt in der Cordillera Volcánica im zentralen Südosten der Provinz Tarata. Der Río Sayllana, linker Nebenfluss des Río Sama, fließt entlang der südlichen Distriktgrenze nach Westen. Im äußersten Osten erhebt sich der 5453 m hohe Nevado Coruña.
Der Distrikt Tarucachi grenzt im äußersten Westen an den Distrikt Héroes Albarracín, im Norden an den Distrikt Tarata, im äußersten Osten an den Distrikt Palca (Provinz Tacna), im Süden an den Distrikt Estique sowie im Südwesten an den Distrikt Estique Pampa.